# Исаму Акасаки
Исаму Акасаки (на японски: 勇 赤崎, роден на 30 януари 1929 г.) е японски учен, специализирал в областта на полупроводниковата технология. Той е лауреат на Нобелова награда за физика през 2014 г. за изобретяването на синия p-N светодиод с галиев нитрит (GaN) през 1989 г., а след това и на високояркостните сини LED светлини.

За тези и други постижения на Исаму Акасаки е удостоен и с наградата Киото за напреднали технологии през 2009 г. и с IEEE Едисоновия медал през 2011 година, а Нобеловата награда получава заедно с Хироши Амано и Шуджи Накамура, 
| „ | за изобретяването на ефективни сини светодиоди, както и на ярки и енергоспестяващи бели източници на светлина. | “ |

## Кариера
Роден в Кагошима, Акасаки завършва университета в Киото през 1952 и получава научна степен доктор на инженерните науки в областта на електрониката от Нагойския университет през 1964 година. Той започва да работи с GaN-базирани сини светодиоди в края на 1960-те години и стъпка по стъпка подобрява качеството и приложението на кристала галиев нитрит в научноизследователски институт Мацушита в Токио. Там прави първото си нововъведение, използвайки металоорганична парнофазова епитаксия (MOVPE).
През 1981 Акасаки въвежда методите си в Нагойския университет, а през 1985 година, заедно с научноизследователската си група, постига успех в създаването на висококачествени GaN кристали на сапфирова основа с пионерската буферна технология с ниски температури.
Този висококачествен GaN кристал им позволява да открият неговия p-тип след усилване с магнезий и последващо активиране с помощта на електронно облъчване (1989). Така е създаден първият GaN p-n преходен син/UV светодиод (1989), а освен това са постигнати контролируема проводимост на n-типа GaN (1990) и подобните сплави (1991) чрез усилване със силиций (Si). Това позволява използването хетероструктури и мулти-квантови ями в проектирането и конструирането на по-ефективни р-N преходни светодиоди.
Акасаки и сътрудниците му получават стимулирано излъчване при стайна температура през 1990 г., и разработват през 1995 г. стимулирано излъчване при 388 nm с импулс от висококачествени транзисторни устройства. Те проверяват квантовия ефект (1991) и Stark-ефекта (1997) в нитритна среда и през 2000 г. показват теоретично ориентационната зависимост между пиезоелектричното поле и съществуването на неполярни или полуполярни кристали галиев нитрит. Тези постижения лежат в основата на създаването на по-ефективни източници на светлина.

## Институт Акасаки в Нагойския университет
Патентите на професор Акасаки са произведени от тези изобретения и бързо намират широко пазарно приложение. Нагойският Университет основава Институт за Акасаки на 20 октомври 2006. Стойността на строителството на шестетажния институт е покрита с патентни права. Освен като научен сектор, институтът разполага с галерия на LED светлината, показваща историята на изследванията, разработките и приложенията ѝ, а също така съдържа офис за междуинститутско сътрудничество в областта на научните изследвания.

## Научна кариера
- 1952 – 1959 научен сътрудник в корпорация Кобе Когьо (днес Fujitsu Ltd.).
- 1959 – 1964 научен сътрудник, асистент и доцент по електроника в университета в Нагоя.
- 1964 – 1974 Ръководител на фундаменталните изследвания на лаборатория 4 на научноизследователски институт Мацмацушита в Токио.
- 1974 – 1981 главен изпълнителен директор на отдела за полупроводници (в същия институт)
- 1981 – 1992 професор по електроника в университета в Нагоя.
- 1987 – 1990 Ръководител на проект „Изследване и разработване на GaN-сини светодиоди“, спонсориран от Японската агенция за наука и технологии.
- 1992 – Почетен професор на Нагойския университет, професор в университета Мейджо.
- 1993 – 1999 Ръководител на проект „Изследване и разработване на GaN-базирани полупроводникови лазерни диоди с ниска дължина на вълната“.
- 1995 – 1996 Гост-професор в изследователски център за квантовата електроника в университета в Хокайдо.
- 1996 – 2001 Ръководител на проекта за насърчаване на науката в японското общество
- 1996 – 2004 Ръководител на проекта „Високотехнологичен научноизследователски център за нитритни полупроводници“ в университета Мейджо.
- 2001 – научен сътрудник в научноизследователския център Акасаки към Нагойския университет.
- Периода 2003 – 2006 г., председател на научноизследователска и развойна дейност в стратегическия комитет за безжични устройства, базирани на нитридни полупроводници.
- 2004 – директор на Център за изследвания нитритни полупроводници в университета Мейджо.

## Награди и бонуси

### Научни и академични
- 1989 Награда JACG
- 1991 Чу-Ничи Културен Приз[19]
- 1994 За технологични контрибуции, юбилеен медал
- 1995 Златен медал „Хайнрих Велкер“
- 1996 Награда за Инженерни постижения
- 1998 Награда Инуе Харшиге
- 1998 Приз C&C[20]
- 1998 Приз Лодиз[21]
- 1998 Награда „Джак Мортън“[22]
- 1998 Ранк Приз[23]
- 1999 Сътудник (Fellow) на IEEE[24]
- 1999 Медал „Гордън. И. Муур“[25]
- 1999 Doctor Honoris Causa, II Университет на Монпелие
- 1999 Приз за наука и технологии „Торей“[26]
- 2001 Приз Асахи [27]
- 2001 Doctor Honoris Causa, Университет на Линкопинг
- 2002 Награда за особени постижения
- 2002 Приз Фуджихара
- 2002 Награда Такеда[28]
- 2003 Президентска награда (SCJ)[29]
- 2003 Награда на SSDM
- 2004 Tокайска културна награда
- 2004 Професура в Нагоя
- 2006 Награда „Джон Бардийн“[30]
- 2006 Награда за особени постижения
- 2007 Награда за почетни житейски постижения, JSPS
- 2008 Чуждестранен сътрудник, Национална инженерна академия на САЩ[31]
- 2009 Награда Киото[32]
- 2010 Пожизнен професор, Университет Мейджо
- 2011 Едисонов медал
- 2011 Специална награда за интелектуална собственост
- 2011 Почетна награда за култура Минами-Нипон
- 2014 Нобелова награда за физика заедно с Хироши Амано и Шуджи Накамура
- 2015 Приз „Чарлс Старк Дрейпър“

### Национални
- 1997 Медал с пурпурна лента от японското правителство[33]
- 2002 Орден на Изгряващото Слънце, златни лъчи с панделка на шията от японското правителство[34]
- 2004 Човек с културни заслуги от японското правителство
- 2011 Орден на културата на японския император